# Santo António dos Cavaleiros e Frielas
Santo António dos Cavaleiros e Frielas (llamada oficialmente União das Freguesias de Santo António dos Cavaleiros e Frielas) es una freguesia portuguesa del municipio de Loures, distrito de Lisboa.

## Historia
Fue creada el 28 de enero de 2013 en aplicación de una resolución de la Asamblea de la República de Portugal promulgada el 16 de enero de 2013 con la unión de las freguesias de Frielas y Santo António dos Cavaleiros, pasando su sede a estar situada en la antigua freguesia de Santo António dos Cavaleiros.

## Demografía
| Gráfica de evolución demográfica de Santo António dos Cavaleiros e Frielas entre 2011 y 2021 |
|                                                                                              |
| Datos según el nomenclátor publicado por el INE portugués.                                   |